# 中华刺足蛛
中华刺足蛛（学名：Phrurolithus sinicus）为光灰蛛科刺足蛛属的动物。分布于朝鲜以及中国大陆的陕西、甘肃、河北、吉林、浙江、安徽等地。该物种的模式产地在陕西、甘肃、河北、吉林。其种加词“Sinicus”意为“中华的”。